# Горна Канара
Горна Канара (на турски: Yukarıkanara) е село в околия Ковчаз, вилает Лозенград, Турция.

## География
Селото се намира в близост до българо-турската граница, 43 км северно от Лозенград.

## История
В XIX век Горна и Долна Канара са български села в Одринска кааза на Одринския вилает на Османската империя. Според „Етнография на вилаетите Адрианопол, Монастир и Салоника“, издадена в Константинопол в 1878 година и отразяваща статистиката на населението от 1873 година, Канара (Canara) има 90 домакинства и 383 българи.
Според статистиката на професор Любомир Милетич в 1912 година в Горна Канара живеят 41 български екзархийски семейства.
Българското население на Горна Канара се изселва след Междусъюзническата война в 1913 година.